# Mormonia cohaerens
Mormonia cohaerens là một loài bướm đêm trong họ Noctuidae.